# La Lobièra
La Lobièra Lauragués (en francès La Louvière-Lauragais) és un municipi de França de la regió d'Occitània, al departament de l'Aude.